# Remoiville (Belgique)
Pour les articles homonymes, voir Remoiville (homonymie).
Remoiville (en wallon : R'mwavèye) est un hameau de la commune belge de Vaux-sur-Sûre située en Région wallonne dans la province de Luxembourg.

## Étymologie
Remoiville vient du patronyme germanique Ramo ou Remo présent aussi dans les localités voisines de Remience et Remichampagne. Ville vient du latin Villa : maison, domaine.

## Situation et description
Ce hameau ardennais étire ses habitations (principalement des fermettes) dans un axe nord-sud le long de la rive droite du petit ruisseau de Remichampagne, un affluent de la Sûre, depuis l'ancien moulin de Godinval situé en amont jusqu'à s'élever quelque peu vers le sud à partir de l'église.
Il se situe à environ 3,5 km de la sortie 56 de l’autoroute A26/E25 et à une quinzaine de km au sud-ouest de Bastogne. L'altitude varie entre 430 et 450 m. .

## Histoire
Jusqu'en 1823, Remoiville est une commune indépendante. Ensuite, Remichampagne, Assenois et Remoiville sont réunies dans la commune d'Hompré jusqu’à la fusion des communes de 1977.

## Patrimoine
Remoiville a la particularité de compter quatre édifices religieux :
- L'église aux murs recouverts de crépi blanc est dédiée à Saint Maurice. Elle a été construite à la fin du XIXe siècle dans un style néo-classique et compte une seule nef et trois travées.
- À l'intérieur du cimetière entourant l'église, se trouve une petite chapelle en moellons de grès et calcaire avec un encadrement de la porte en pierre bleue sculptée, un œil de bœuf et un fronton.
- En contrebas de l’église, au bout d'un chemin empierré, un édicule en briques rouges abrite une niche où se trouve une statuette de Sainte Larme. Cet édicule enjambe une source et une fontaine où coule une eau qui aurait la réputation de guérir ou de soulager les maladies de la vue[2].
- Plus au nord, une minuscule chapelle à la toiture en ardoises se trouve à proximité du ruisseau.

## Activités
Remoiville possède un hôtel-restaurant situé dans l'ancien moulin de Godinval.